# Rollinsville (Colorado)
Rollinsville es un lugar designado por el censo ubicado en el condado de Gilpin en el estado estadounidense de Colorado. En el Censo de 2010 tenía una población de 181 habitantes y una densidad poblacional de 49,49 personas por km².

## Geografía
Rollinsville se encuentra ubicado en las coordenadas 39°55′24″N 105°30′49″O / 39.92333, -105.51361. Según la Oficina del Censo de los Estados Unidos, Rollinsville tiene una superficie total de 3.66 km², de la cual 3.66 km² corresponden a tierra firme y (0%) 0 km² es agua.

## Demografía
Según el censo de 2010, había 181 personas residiendo en Rollinsville. La densidad de población era de 49,49 hab./km². De los 181 habitantes, Rollinsville estaba compuesto por el 95.03% blancos, el 0% eran afroamericanos, el 0.55% eran amerindios, el 1.1% eran asiáticos, el 0% eran isleños del Pacífico, el 0.55% eran de otras razas y el 2.76% pertenecían a dos o más razas. Del total de la población el 2.21% eran hispanos o latinos de cualquier raza.